# 101
101（百一、ひゃくいち、ももひと）は自然数、また整数において、100の次で102の前の数である。英語の序数詞は101st、(one) hundred (and) firstとなる。

## 性質
- 101は26番目の素数である。1つ前は97、次は103。
  - 3桁の数では最小の素数である。1つ前の2桁は11、次の4桁は1009。(オンライン整数列大辞典の数列 A003617)
  - 約数の和は102。
- (101, 103) は9番目の双子素数である。1つ前は(71, 73) 、次は(107, 109)。
- (101, 103, 107, 109) の4数は 四つ子素数 である。1つ前は (11, 13, 17, 19) 、次は (191, 193, 197, 199)。
- 101 = 101 + 0 × ω (ωは1の虚立方根)
  - a + 0 × ω (a > 0) で表される14番目のアイゼンシュタイン素数である。1つ前は89、次は107。
- 4番目の非正則素数である。1つ前は67、次は103。
- 1 と 0 を使った最小の素数である。次は10111。ただし単独使用を可とするなら1つ前は11。(オンライン整数列大辞典の数列 A020449)
- 101 = 5! − 4! + 3! − 2! + 1!
  - 5番目の交互階乗である。1つ前は19、次は619。(オンライン整数列大辞典の数列 A005165)
- 20番目の回文数である。1つ前は99、次は111。
  - 3桁の数では最小の回文数である。
  - 1012 = 10201 , 1013 = 1030301 , 1014 = 104060401　はいずれも回文数である。
    - 回文数の平方数が回文数になる6番目の数である。1つ前は22、次は111。(オンライン整数列大辞典の数列 A057135)
      - 平方数が回文数になる7番目の数である。1つ前は26、次は111。(オンライン整数列大辞典の数列 A002778)

    - 回文数の平方数と立方数が回文数になる4番目の数である。1つ前は11、次は111。(オンライン整数列大辞典の数列 A087988)
      - 立方数が回文数になる5番目の数である。1つ前は11、次は111。(オンライン整数列大辞典の数列 A002780)

  - 6番目の回文素数である。1桁の素数を除くと2番目、1つ前は11、次は131。
- 5つの連続した素数の和になる6番目の数である。1つ前は83、次は119。
  - 101 = 13 + 17 + 19 + 23 + 29
- 1/101 = 99/9999 = 0.0099 ... (下線部は循環節で長さは4)
  - 逆数が循環小数になる数で循環節が4になる最小の数である。次は202。
  - 循環節が n になる最小の数である。1つ前の3は27、次の5は41。(オンライン整数列大辞典の数列 A003060)
- 各位の和が2になる4番目の数である。1つ前は20、次は110。
  - 各位の和が2になる数で素数になる3番目の数である。1つ前は11、次は不明、各位の和が2の最大素数ではないかと予想されている。この数は 10n + 1 で表せる。(オンライン整数列大辞典の数列 A003021)
- 101 = 102 + 1
  - 101 = 12 + 102
    - 異なる2つの平方数の和で表せる30番目の数である。1つ前は100、次は104。(オンライン整数列大辞典の数列 A004431)

  - n = 2 のときの 10n + 1 の値とみたとき1つ前は11、次は1001。(オンライン整数列大辞典の数列 A062397)
  - n = 10 のときの n2 + 1 の値とみたとき1つ前は82、次は122。(オンライン整数列大辞典の数列 A002522)
    - n2 + 1 で表される5番目の素数である。1つ前は37、次は197。(オンライン整数列大辞典の数列 A002496)

  - n = 1 のときの 100n + 1 の値とみたとき1つ前は1、ただし自然数の範囲では最小、次は201。(オンライン整数列大辞典の数列 A158128)
    - 100n + 1 で表せる最小の素数である。次は401。(オンライン整数列大辞典の数列 A062800)

  - 101 = 102 + 12
    - 自身の数の並びを変えないで区切った2つの数の平方和が自身になる3番目の数である。1つ前は100、次は1233。(オンライン整数列大辞典の数列 A178530)

  - 101 = 100 + (1 + 0 + 0)
    - n = 10 のときの n2 とその各位の和との和とみたとき1つ前は90、次は125。(オンライン整数列大辞典の数列 A171613)
- 101 = 12 + 62 + 82 = 22 + 42 + 92 = 42 + 62 + 72
  - 3つの平方数の和3通りで表せる7番目の数である。1つ前は99、次は110。(オンライン整数列大辞典の数列 A025323)
  - 異なる3つの平方数の和3通りで表せる最小の数である。次は110。(オンライン整数列大辞典の数列 A025341)
  - 異なる3つの平方数の和 n 通りで表せる最小の数である。1つ前の2通りは62、次の4通りは161。(オンライン整数列大辞典の数列 A025415)
  - 101 = 12 + 62 + 82
    - n = 2 のときの 1n + 6n + 8n の値とみたとき1つ前は15、次は729。(オンライン整数列大辞典の数列 A074521)

  - 101 = 22 + 42 + 92
    - n = 2 のときの 2n + 4n + 9n の値とみたとき1つ前は15、次は801。(オンライン整数列大辞典の数列 A074536)

  - 101 = 42 + 62 + 72
    - n = 2 のときの 4n + 6n + 7n の値とみたとき1つ前は17、次は623。(オンライン整数列大辞典の数列 A074565)
    - 101 = (7+1/2)2 + (11+1/2)2 + (13+1/2)2
- 中央の数だけが0である2番目の数である。1つ前は0、次は102。(オンライン整数列大辞典の数列 A134808)
(2019年4月現在英語及び日本語訳頁がないがギリシア神話の1つ目巨人の名前からCyclops number(サイクロプス数)と名付けられている。)
  - 中央の数だけが0の2番目の回文数である。1つ前は0、次は202。(オンライン整数列大辞典の数列 A138131)
(Palindromic cyclops number(回文サイクロプス数)と名付けられている。)
- 101 = 53 − 52 + 1
  - n = 5 のときの n3 − n2 + 1 の値とみたとき1つ前は49、次は181。(オンライン整数列大辞典の数列 A100104)
    - この形の3番目の素数である。1つ前は19、次は181。(オンライン整数列大辞典の数列 A162292)

## その他 101 に関すること
101 (曖昧さ回避)も参照。
- 西暦101年
- 原子番号 101 の元素はメンデレビウム(Md)である。
- ディズニーのアニメ映画『101匹わんちゃん』（初期の邦題『101匹わんちゃん大行進』）（原題・w:One Hundred and One Dalmatians）。その後実写版で『101』が作られている。
- アメリカ合衆国の大学では、101は基礎あるいは入門科目の番号になっていることがある。転じて、あるものが入門者向けであることを示す。この用法はアメリカ合衆国以外では一般的でない。
- キャンプ座間（Camp Zama）には、在日アメリカ陸軍司令部（米軍外部での通称「リトルペンタゴン」、内部では建物番号から取った通称「101（ワン・オー・ワン）」が置かれている。
- 101競技連盟は、日本における代表的な競技麻雀を行っているプロ雀士の団体。101は「いちまるいち」と読む。
- 101キーボード：キートップが101個のキーボード。
- 第101代天皇は、称光天皇である。
- 第101代ローマ教皇はグレゴリウス4世（在位：827年12月31日～844年1月25日）である。
- 日本の第101代内閣総理大臣は岸田文雄である。
- 4月11日は、年始からの数え日数が101日目に当てはまる。
- クルアーンにおける第101番目のスーラは恐れ戦くである。
- 章光101は、中華人民共和国で販売されている発毛促進剤である。
- 101系は、101系または101形と呼ばれる、各鉄道会社での鉄道車両車種についての呼称。
- NHK放送センターにあるCT-101スタジオ。そこで収録されていた音楽番組のタイトルに「ステージ101」「ヤングスタジオ101」がある。
- NHK BS1のチャンネル番号は101。
- 株式会社フローラが販売する植物活力剤の「HB-101」。
- 第101師団
- 『101回目のプロポーズ』はフジテレビ系で放映されたテレビドラマ作品及び、後に韓流ドラマとしてリメイクされた作品。
- 『その名は101』は、横山光輝の漫画。『バビル2世』の続編的作品。
- 海上自衛隊の特別救難隊であった館山航空基地の第101航空隊。
- 陸上自衛隊の特別救難隊であった第101飛行隊 (陸上自衛隊)。
- イスラエル航空宇宙軍で最初に戦闘機を運用した、第101飛行隊 (イスラエル空軍)。
- 101号室は、ジョージ・オーウェルの小説『1984年』に登場する部屋。
- ダンダリン一〇一（とんたにたかし原作の漫画、テレビドラマ「ダンダリン 労働基準監督官」原作）
- 秋田の聖母像の涙の奇跡は、1975年1月4日に始まり、1981年9月15日を最後に、101回の涙を流して終わった。
- カレンダーの数をMMDDの形(Month,Day)で表したとき最小の素数である。このような素数は59個ある。(参照オンライン整数列大辞典の数列 a131687)
- 101年のお楽しみは、は、1941年に発表されたエラリー・クイーンの編による推理小説アンソロジーである。